# Josep Mallart i Cutó
Josep Mallart i Cotó (Espolla, 1897 - Madrid, 1989) fou un mestre, psicopedagog i precursor de la psicologia de les organitzacions.

## Etapa de formació
Cursà els estudis primaris al seu poble i el 1915 obtingué el títol de mestre a l'Escola Normal de Girona. Animat per Cassià Costal, professor seu, demana una beca a la Junta de Ampliación de Estudios que el portarà a estudiar al prestigiós Institut des Sciences de l'Education Jean-Jacques Rousseau de Ginebra el curs 1915-1916. Allà coneix a Édouard Claparède que l'interessà vivament per la pedagogia activa i per l'orientació professional i amb qui travaria una gran amistat. El coneixement aprofundit de les propostes i teories del professor ginebrí serien claus en per l'ulterior desenvolupament professional de Mallart.
El 1917 és admès a l'Escuela Superior del Magisterio de Madrid. On, a través del mestratge de Manuel Bartolomé Cossío, entrarà en contacte amb les propostes educatives de la Institución Libre de Enseñanza i la seva voluntat de regeneracionisme social. L'any següent, a 21 anys, dirigeix l'Escuela Mercantil y Agrícola de Villablino un centre que aplicava els mètodes i principis institucionistes. El 1919 realitza una altra estada a l'Institut Rouseau de Ginebra on fa excussió de quatre dies al Mont-Blac amb Claparède. on segons les seves paraules va aprendre lliçons "de psicologia social pràctica que mai he oblidat" l.
Cal advertir que Josep Mallart no seguirà en la seva formació cap pla d'estudis concret tot i que aquest plantejament autodidacte és coherent i d'alta qualitat professional. Tant a Suïssa com als altres països on va a aprendre teoria i tècniques, s'adreça allà i allò que considera útil per la seva formació. De fet mai es traurà cap títol universitari, fet que li reportarà algun cop problemes administratius. Malgrat això, Josep Mallart esdevindrà una figura de referència a la psicologia i a la pedagogia al país.
El 1923 és becat per prosseguir estudis a Berlín amb Walter Moede (1888- 1958), sobre qüestions relacionades amb la psicologia aplicada. Allà també assistí a l'Institut de Psicologia Econòmica. De retorn visità Claparède a Ginebra qui l'aconsellà conèixer els treballs d' orientació psicotècnica a la mineria i a l'agricultura portades a terme per la doctora Josepha Ioteiko, marxant amb aquest objectiu a fer una estada d'una setmana a Bèlgica.
Retornat a Barcelona s'integra a l'Institut d'Orientació Professional que dirigeix Emili Mira. Camp important dins una societat en què moltes persones tenien un sol ofici a la vida.

## Desplegament professional
En un curiós intercanvi de llocs de treball amb Pere Rosselló (el qual anà finalment a formar part com a pedagog a l'Institut Rousseau a Ginebra), Josep Mallart anà a Madrid el 1924 per formar part de la Secció d'Orientació Professional de l'inquiet i avançat Instituto Nacional de Reeducación de Inválidos de Trabajo (INRIT) que s'havia creat recentment. Això li permeté dedicar-se a nous camps del seu interès com l'orientació professional i la psicologia de les organitzacions. Al costat de la seva preocupació per a estendre una nova educació.
Mallart creava en 1928 la Revista de Organización Científica del Trabajo, órgan del Comité Nacional de Organización Científica. Durant la dècada dels anys vint i fins a 1936 són anys en què Josep Mallart s'interessa vivament per la millora i racionalització de les condicions de treball dels obrers i, alhora, per difondre les noves metodologies actives en l'educació dels infants i joves. Aquest darrer objectiu el vehicularà a través d'una àmplia producció bibliogràfica amb la voluntat de dotar a mestres i educadors de basament teòric en què fonamentar la pràctica educativa. El 1925 publicà La educación activa, un valuós vademècum per a mestres i educadors per transformar positivament l'escola i l'aprenentatge. Veié cinc edicions fins 1957 i fou reeditat el 1998 com a obra de referència. Al que seguiren altres monografies sobre l'Escola Nova.
En el camp de l'orientació professional i l'organització racional del treball també treu a la llum obres com La orientación profesional en España o Organización científica del trabajo agrícola. L'Acadèmia de Ciencias Morales i Políticas premià el 1930 la seva obra Colonias de educación, para formación general y professional y para la readaptación social.
Després de la guerra seguirà amb aquesta faceta de mestratge a través de l'edició que aplegarà més d'una trentena d'obres i una àmplia garba d'articles en revistes especialitzades.A la seva obra d'investigació cal afegir, el 1932, les tasques del seu nomenament com inspector de les Escoles de Treball.
La guerra Civil de 1936 paralitzarà el desplegament social i científic de la psicologia i la pedagogia empresa per Josep Mallart. Durant la Guerra Civil, Mallart i Cutó treballa a l'Instituto Nacional de Psicotécnica. En finir la guerra, decideix no marxar a l'exili, on és la seva família. En el clima de repressió endegat pel franquisme, és empresonat. Se l'inhabilita per al desenvolupament de la psicotècnia i per a càrrecs directius a part d' importants penalitzacions econòmiques. També veié com la majoria de les seves obres eren "expurgades" per la censura franquista de les biblioteques públiques i universitàries.
El 1942 és reintegrat com a funcionari del Ministeri de Treball. Aquell any apareix un dels seus treballs de referència Organización científica del trabajo, que li donà projecció internacional en el camp de la psicologia industrial. Amb els anys és recuperat per a la recerca amb el retorn de l'exili de José Germain i el seu pas al Consejo de Superior de Investigaciones Científicas. Allà Mallart serà el gestor de la Revista de Psicología General y Aplicada que va ser el vehicle de difusió i progrés de la psicologia a l'Espanya d'aquells anys.
En l'anomenat període tecnocràtic del franquisme, Mallart divulga els seus coneixements i va assolint reconeixement científic i social. Participà activament en multitud de reunions, congressos i viatges d'estudi. Contribuí al disseny del sistema educatiu de l'Equador com a director de la missió de la UNESCO. Fou elegit president de l'Associació Internacional d'Orientació Professional. Cal destacar, també, la seva visió internacionalista i pacifista que veiem recollida en aportacions com ara Organización económica internacional y el problema de la paz. Escrita just abans de la guerra y publicada el 1941. Per a una visió de la seva trajectòria personal i professional són d'interès les seves breus memòries que publicà el 1981.

## Selecció d'obres
- El factor humano en el trabajo. Porto: Artes & Letras. 1922.
- La educaciòn activa. Barcelona: Editorial Labor, 1925. També en versió catalana Vic: Eumo, 1998
- La escuela productiva. Madrid: La Lectura, 1928
- La escuela productiva. Madrid: La Lectura, 1928
- La escuela del trabajo. Madrid: Publicaciones de la Revista de Pedagogia, 1928
- Colonias de educación. Madrid: Publicaciones de la Revista de Psicologia, 1931.
- Orientación profesional en España. Madrid: F.Peña Cruz, 1933.
- Organización económica internacional y el problema de la paz. Madrid: real Academia de Ciencias Morales y Políticas, 1941.
- Orientación funcional y formación profesional. Psicotecnia, Pedagogía del trabajo, profesiología, colocación.Madrid: Espasa Calpe, 1946.
- El mundo económico-social que nace. Madrid: Vimar, 1947.
- Organización científica del trabajo. Barcelona: Labor, 1956.
- «Memòrias de un aspirante a psicòlogo». Revista de Historia de la Psicologia. V.2, núm. 2, 1981, p. 91-124. http:sfcb11628de7748e1jimcontent.com